# Literatura fantástica en Venezuela
La literatura fantástica venezolana, es un subgénero literario y artístico nacido en este país en el seno del romanticismo a mediados del siglo XIX, con figuras como Julio Calcaño, Juan Vicente Camacho, Nicanor Bolet Peraza y que conocerá cierto reconocimiento durante el modernismo con autores como Pedro Emilio Coll y finalmente una consolidación en el siglo XX y XXI con autores como  Julio Garmendia, Enrique Bernardo Núñez, Ida Gramcko, Guillermo Meneses, Alfredo Armas Alfonzo, Oswaldo Trejo y Ednodio Quintero.

## Historia

### Antecedentes

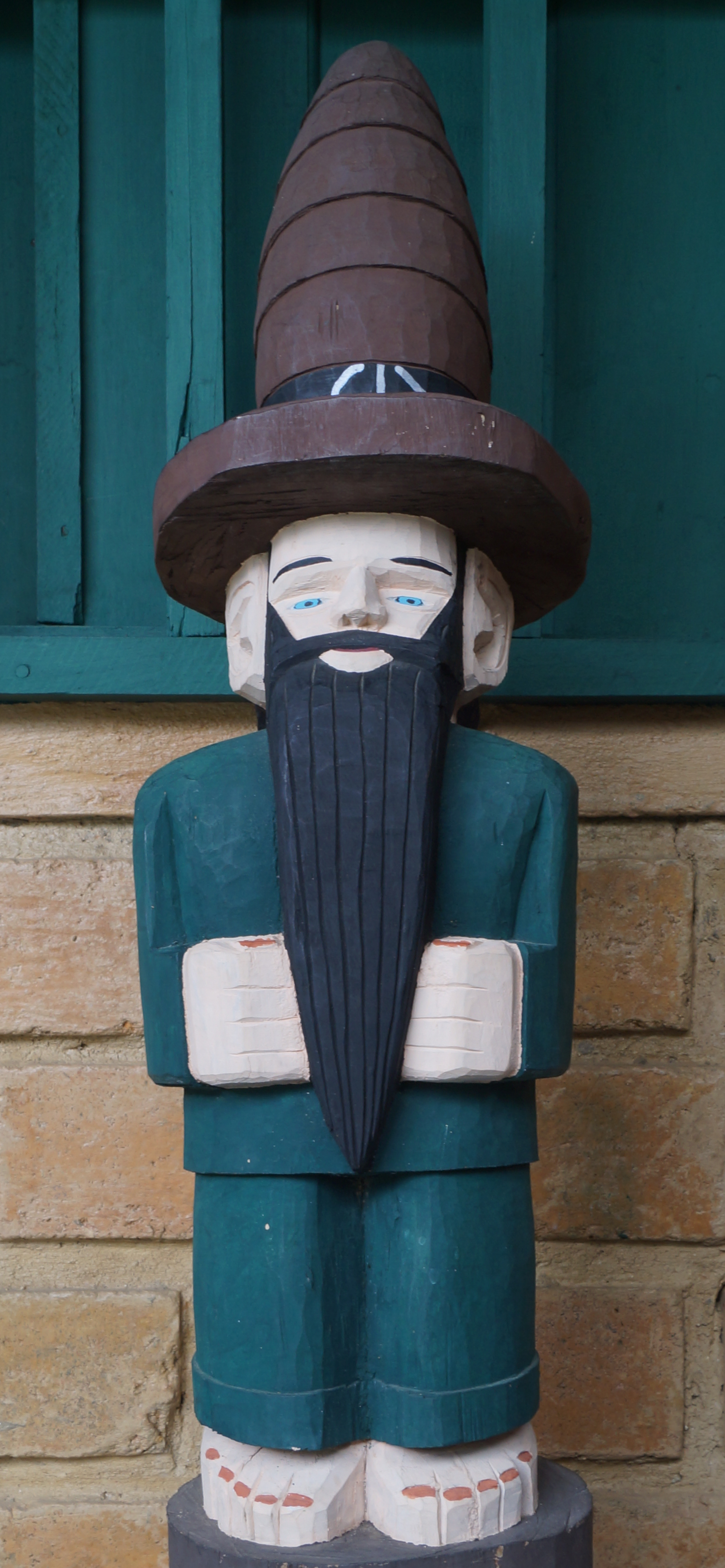
Escultura de un momoy.

El término literatura fantástica alude a un género narrativo que en su sentido más extenso puede agrupar varios subgéneros, entre los que están la literatura de terror, ciencia ficción, lo maravilloso, el realismo mágico o la literatura gótica. 

En su sentido más estrico, el término alude a la irrupción de fenómenos sobrenaturales y extraordinarios (como la magia o la intervención de criaturas inexistentes), en un escenario cercano a la realidad. Esta definición es problemática, puesto que los elementos sobrenaturales están presentes en los relatos mitológicos y religiosos. Para Carlos Sandoval, sin embargo, la literatura fantástica debe ser considerada como ejercicio literario y consciente de su propia fantasía. Dice en este sentido:
Cierta tradición crítica quiere ver el nacimiento del cuento fantástico latinoamericano en algunos textos protohistóricos. Oscar Hahn, por ejemplo, apunta que “en las crónicas del descubrimiento y la conquista, lo prodigioso está presente en Hispanoamérica desde los comienzos de la historia”1. No obstante, es difícil anclar los inicios de este tipo de narrativa en un período en el cual la escritura buscaba fijar acontecimientos reales, antes que meras fantasías. De allí que sea arriesgado establecer una potencial cronología sobre lo fantástico que se apoye en materiales tan heterogéneos. Tratándose de definiciones, es necesario señalar que, en el caso del relato fantástico de América Latina, en tanto subsistema del cuento occidental, lo críticamente sensato sería comenzar estableciendo algunas nociones sobre la estética narrativa a la cual se adscribe esta modalidad literaria.
Se trataría pues de "la irrupción de hechos anormales en el mundo normal".Sin embargo, es imposible negar la influencia de la tradición oral, las cosmogonías, la superstición, las religiones y el espiritismo en la literatura fantástica. Ejemplo de esto lo encontramos tanto en los relatos orales de los pueblos indígenas pemones, yanomami o so'to; en las Crónicas de Indias; así como en relatos del folclore como la leyendas de Florentino y el diablo, el Silbón, la Sayona, la Llorona, Bolefuego, los momoyes, el Ánima Sola o los cuentos de Tío Conejo. 
Un ejemplo no intencionadamente fantástico, pero que sirve de antecedente a la literatura fantástica venezolana se hallan en el Arca de letras y Teatro universal de fray Juan Antonio Navarrete. Esta obra, escrita entre finales del siglo XVIII y principios del siglo XIX, trata diversos temas, entre los que resaltan los ángeles, las visiones, los monstruos, los demonios, las letras, la medicina, los metales, los juegos de azar y de adivinación del futuro.Algunos de los textos contenidos en el Arca de letras son considerados por autores como José Balza o Violeta Rojo como verdaderos antecedentes del microrrelato.

### sigloXIX: El romanticismo y el modernismo

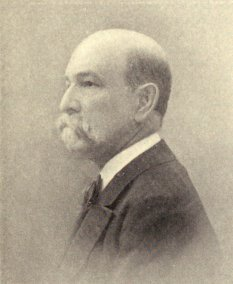
Julio Calcaño, importante referente de la cuentística fantástica del siglo XIX.
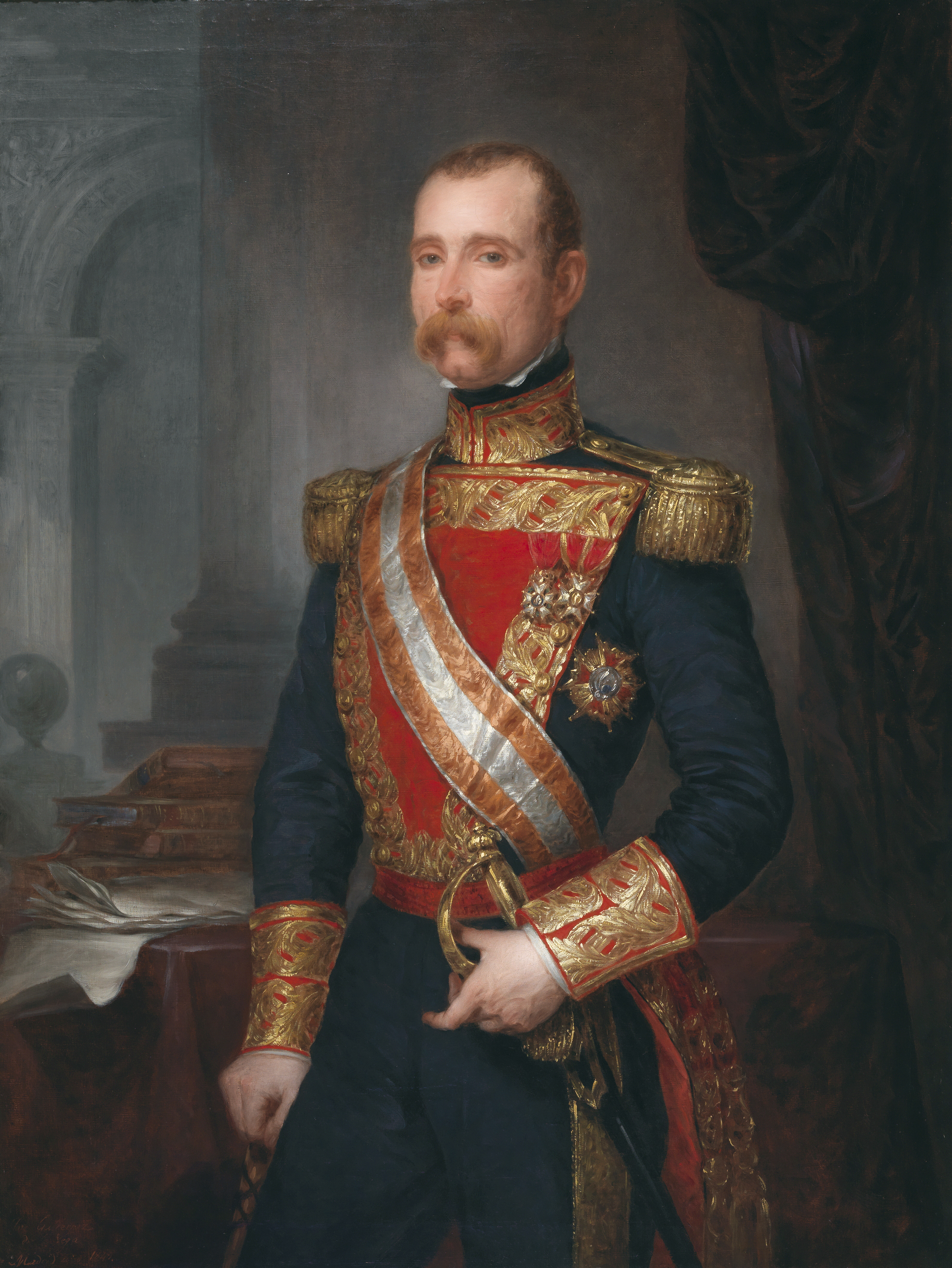
Retrato de Antonio Ros de Olano (1808-1886), perteneciente a la colección del Museo del Prado.
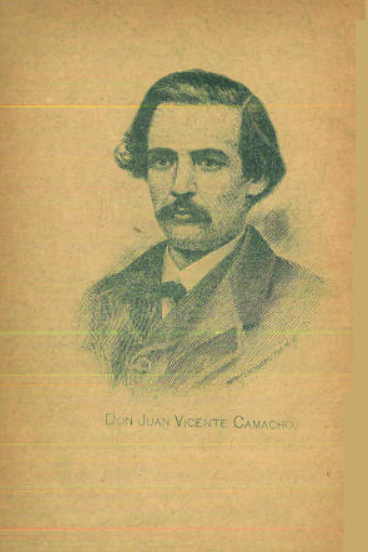
Retrato de Juan Vicente Camacho en el Parnaso venezolano.
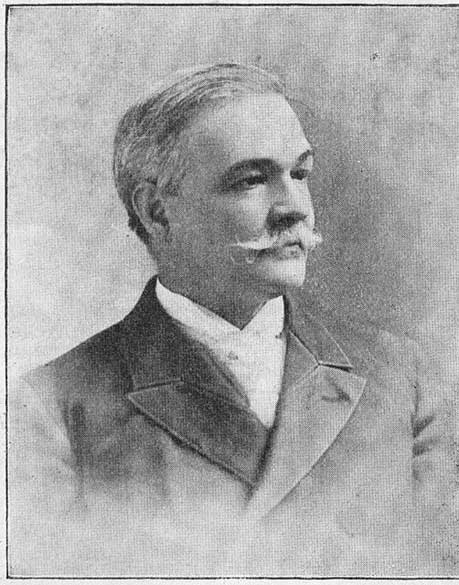
Nicanor Bolet Peraza.

Venezuela tiene una importante tradición de literatura fantástica que se remonta a mediados del siglo XIX, con autores  como Julio Calcaño, Juan Vicente Camacho, Nicanor Bolet Peraza y conocerá cierto reconocimiento durante el modernismo con autores como Pedro Emilio Coll, Luis López Méndez o Manuel Díaz Rodríguez.
Algunos ejemplos de esta época La estatua de bronce, publicada en 1854 por Juan Vicente Camacho, o los relatos de terror fantástico de Julio Calcaño Las lavanderas nocturnas (1872), El sello maldito (1873), La danza de los muertos (1873) Tristán Cataletto (1883).
Es importante señalar que Juan Vicente Camacho uno de los primeros latinoamericanos en escribir un cuento fantástico, con La estatua de bronce, publicada en 1854. De hecho, Carlos Sandoval considera que La estatua de bronce sería el primer cuento fantástico latinoamericano, antecediendo a Gaspar Blondín de Juan Montalvo. Es anterior la obra de Antonio Ros de Olano (1808-1886). De 1841 es su relato La noche de máscaras. Cuento fantástico, texto al cual siguen los Cuentos estrambóticos. Sin embargo, aunque nacido en Caracas, desarrolla toda su obra en España, país en el que viviría desde el estallido de la Guerra de Independencia.
También Eduardo Blanco (autor del célebre libro, Venezuela heroica) escribiría la novela por entregas Vanitas Vanitatum, en 1874 y el cuento El Número 111, en 1873, ambos publicados en el semanario La Tertulia, y la novela Una Noche en Ferrara, de 1875, donde abunda lo fantástico.
De Bolet Peraza destacan los cuentos Las tres vidas de Antón de 1893, El monte azul de 1893, El espejo encantado de 1893, Un golpe de suerte de 1894, El gran infame de 1894, Calaveras de 1894, Historia de un guante de 1895.
Los tópicos propios de esta época son el pacto demoníaco, los fantasmas, los vampiros, los muertos resucitados, las brujas, así como cierta exploración de las cosmogonías indígenas (por ejemplo, en Las lavanderas nocturnas de Calcaño).
Con el modernismo surge una nueva manera de ver lo fantástico, más interesado por la introspección, lo raro, lo inquietante. Este sería el caso de Pedro Emilio Coll. Carmen Luna Sellés pone a Coll junto con Horacio Quiroga, Leopoldo Lugones, entre otros, en la categoría de autores modernistas de finales del siglo XIX y principios del siglo XX, interesados en los sueños, lo sobrenatural, lo fantástico y lo inquietante. Carlos Sandoval también destaca su contribución al desarrollo del género fantástico en Venezuela.

### Primera mitad delsigloXX: la vanguardia
El surgimiento de las primeras vanguardias del siglo XX trae consigo un nuevo interés en lo fantástico y en particular en dos corrientes narrativas y estéticas: en primer lugar, aquella que se relaciona también con lo que Arturo Uslar Pietri denominó realismo mágico y Alejo Carpentier real maravilloso, que tiene que ver con un nuevo entendimiento de la realidad indígena, negra y mestiza de América Latina, en el que lo sobrenatural carece de elemento de asombro. En esta época obras como: Las lanzas coloradas (1931) de Uslar Pietri y Cubagua (1931) de Enrique Bernardo Núñez. Esta estética fue posteriormente denominador común de muchos de los escritores del boom hispanoamericano.  
En segundo lugar, surge también una literatura fantástica más ligada a lo raro, lo metaficcional, la ficción conceptual, la ciencia ficción, teniendo como máximos exponentes a Julio Garmendia (La tienda de muñecos, La Tuna de Oro), o la poesía de José Antonio Ramos Sucre (publicada en su totalidad entre para 1929).
La literatura de Julio Garmendia sería particularmente importante, pues dejaría atrás la estética del fantástico dieciochesco, propio de la tradición romántica, y exploraría ideas como la paranoia, el doppelgänger, la ucronía, la distopía, la metaficción, el futurismo, la anticipación, la inmortalidad, el pacto demoníaco o la noción cristiana del infierno; poniendo bajo cuestión los avances técnico-científicosy las nociones de realidad y de moral.

### Segunda mitad delsigloXX
Posteriormente, a mediados del siglo XX, irrumpe un interés por lo abstracto, lo experimental, que tendría como máximo ejemplo la narrativa fantástica de Guillermo Meneses (La mano junto al muro, El falso cuaderno de Narciso Espejo). Meneses cambiaría la literatura de Venezuela e influenciaría a autores también incursionarían en el género como José Balza, Oswaldo Trejo, Ida Gramcko, Alfredo Armas Alfonzo y Salvador Garmendia.
En el caso de Ida Gramcko, destacan sus libros de poesía como La vara mágica (1948), Poemas de una psicótica (1964), su novela Juan sin miedo (1956), y sus obras de teatro Belén Silvera (1955), La hija de Juan Palomo (1955), María Lionza (1955) y La dama y el oso (1959).

### Actualidad
Algunos exponentes actuales del género son: Ednodio Quintero, Juan Carlos Chirinos (El niño malo cuenta hasta cien y se retira, Nochebosque, Los cielos de Curumo, Renacen las sombras), Israel Centeno (Criaturas de la Noche), Karina Sainz Borgo (La isla del Doctor Schubert), Michelle Roche Rodríguez (Malasangre), Norberto José Olivar (Un vampiro en Maracaibo), o Loredana Volpe (La habitación cerrada, Isekai).